# Abdulsalami Abubakar
Abdulsalami Alhaji Abubakar (n. 13 de junio de 1942) es un militar retirado que fue presidente de Nigeria desde el 9 de junio de 1998 hasta el 29 de mayo de 1999. Sucedió a Sani Abacha después de la muerte de éste.
Fue durante el gobierno de Abubakar que Nigeria adoptó su actual constitución, en el 5 de mayo de 1999, que permitió elecciones multipartidarias. Abubakar fue sucedido por Olusegun Obasanjo el 29 de mayo de 1999, el mismo día en que la constitución  aprobada por Abubakar comenzó a ser válida en Nigeria.

## Biografía
Abubakar nació el 13 de junio de 1942 de su madre Fatikande Mohammed y su padre Abubakar Jibrin, en Minna, estado de Níger, Nigeria. De 1950 a 1956 asistió a la escuela primaria de la Autoridad Nativa de Minna. De 1957 a 1962, tuvo su educación secundaria en la Escuela de Gobierno de Bida, estado de Níger. De enero a octubre de 1963 estudió en el Colegio Técnico de Kaduna.
Abubakar es miembro de los grupos pioneros de cadetes oficiales que se alistaron en la Fuerza Aérea de Nigeria el 3 de octubre de 1963. Desde 1964 a 1966, fue trasladado a Uetersen , Alemania Occidental con un equipo de oficiales, para entrenamiento militar básico y avanzado. Cuando regresó a Nigeria en 1966, fue adscrito al Ejército de Nigeria. 
Después de unirse al ejército en 1966 como oficial de cadete, Abubakar asistió al curso de servicio corto de combatientes de emergencia dos. En octubre de 1967, se encargó a Abubakar segundo teniente de la división de infantería del ejército nigeriano.
De 1967 a 1968, Abubakar fue oficial de dos funcionarios, segunda guarnición y oficial al mando, batallón de infantería 92 desde 1969 a 1974. Entre 1974 y 1975, fue nombrado brigada mayor, séptima brigada de infantería.
En 1975 se desempeñó como oficial al mando, 84 batallón de infantería. En 1978-1979, Abubakar fue comandante del batallón de infantería 145 (NIBATT II), fuerza interina de las Naciones Unidas, Líbano.
En 1979 fue nombrado asistente de ayudante general de la 3ª división de infantería, Nigeria. De 1980 a 1982, Abubakar fue instructor en jefe en la Academia de Defensa de Nigeria.
En 1982 fue nombrado coronel de administración y cuartel, primera división mecanizada. Un puesto que mantuvo hasta 1984.
De 1985 a 1986, Abubakar fue el comandante de la brigada mecanizada 3. Se desempeñó como secretario militar del ejército, 1986-1988.
Abubakar fue nombrado oficial general al mando de la primera división mecanizada 1990-1991. Entre 1991 y 1993, fue el principal oficial de personal, como jefe de planes y políticas del ejército, en el cuartel general de la Defensa.
De 1993 a 1998, el presidente de la República Federal de Nigeria, el general Sani Abacha, nombró a Abubakar como jefe del Estado Mayor de Defensa, sede de la defensa.
Tras la muerte de Abacha el 8 de junio de 1998, Abubakar tomó el poder como presidente militar de Nigeria y comandante en jefe de las Fuerzas Armadas el 9 de junio de 1998.
En mayo de 1999, el general Abubakar entregó el poder al presidente civil recién elegido, Olusegun Obasanjo y se retiró del ejército.